# Castillo de Mont-roig
El castillo de Mont-roig está situado en la cima del mismo nombre a 296 metros sobre el nivel del mar, en el término municipal de Darnius (provincia de Gerona, Cataluña, España). Es Bien de Interés Cultural desde 1988.

## Descripción
Según la leyenda, el nombre proviene de la sangre de la dama del castillo y su amante, que fueron asesinados por el marido de ella en un ataque de celos. Ahora bien, el nombre seguramente proviene del hecho de que el terreno arcilloso da tonalidades rojizas tanto en la montaña como en las paredes del castillo, que aprovechan este material. El castillo es visible desde muchos puntos de la región.
Está documentado en 1070 y ha sido continuamente reformado debido a las diversas guerras en las que se ha visto involucrado. En la última que participó fue la Guerra del Rosellón, cuando fue destruido y abandonado.
Se puede acceder desde la pista forestal que comunica Darnius con Viure y acabar de subir a pie.